# Lettera a un religioso
Lettera a un religioso (Lettre à un religieux) è un testo scritto della filosofa e mistica francese Simone Weil, composto nella seconda metà del 1942 a New York, comprendente 35 obiezioni alla dottrina cattolica. Mancante dell'inizio, fu pubblicata postuma dalle Éditions Gallimard nel 1951.

## Contenuto
La lunga lettera, contenente le idee della Weil sulla fede cristiana, fu inviata a padre Marie-Alain Couturier, per ricevere un parere sulla compatibilità di tali convinzioni con la possibilità, per lei, di entrare nella Chiesa cattolica. In particolare, l'autrice riteneva che ogni grande tradizione religiosa avesse la stessa dignità delle altre («Ogniqualvolta un uomo ha invocato con cuore puro Osiride, Dioniso, Kṛṣṇa, Buddha, il Tao, ecc., il figlio di Dio ha risposto inviandogli lo Spirito Santo. E lo Spirito ha agito sulla sua anima, non inducendolo ad abbandonare la sua tradizione religiosa, ma dandogli la luce – e nel migliore dei casi la pienezza della luce – all'interno di tale tradizione»). Ella non ricevette risposta, tuttavia, nella prima traduzione italiana dell'opera (Edizioni Borla, 1970) fu inserita la Risposta alla «Lettera ad un religioso» di Michel Guérard des Lauriers.
Secondo il critico Thomas R. Nevin, la Lettera della Weil mostra come ella fosse «ben attrezzata contro i tentativi di Perrin di condurla al battesimo».

## Edizioni
- (EN) Simone Weil, Letter to a Priest, Routledge & K. Paul, 1953, ISBN non esistente.
- Simone Weil, Lettera a un religioso, traduzione di Mariella Bettarini, Torino, Borla, 1970, ISBN non esistente.
- Simone Weil, Lettera a un religioso, a cura di Giancarlo Gaeta, Milano, Adelphi, 1996, ISBN 88-459-1209-4.
- (EN) Simone Weil, Letter to a Priest, Taylor & Francis, 2013, ISBN 0-415-85468-7.